# Братка (комуна)
Братка (рум. Bratca) — комуна у повіті Біхор в Румунії. До складу комуни входять такі села (дані про населення за 2002 рік):
- Безня (1403 особи)
- Братка (1705 осіб) — адміністративний центр комуни
- Валя-Крішулуй (530 осіб)
- Даміш (680 осіб)
- Лореу (503 особи)
- Поноаре (746 осіб)

Комуна розташована на відстані 387 км на північний захід від Бухареста, 54 км на схід від Ораді, 77 км на захід від Клуж-Напоки.

## Населення
За даними перепису населення 2002 року у комуні проживали 5567 осіб.
Національний склад населення комуни:
| Національність | Кількість осіб | Відсоток |
| -------------- | -------------- | -------- |
| румуни         | 5359           | 96,3%    |
| цигани         | 167            | 3,0%     |
| угорці         | 33             | 0,6%     |
| словаки        | 8              | 0,1%     |

Рідною мовою назвали:
| Мова      | Кількість осіб | Відсоток |
| --------- | -------------- | -------- |
| румунська | 5462           | 98,1%    |
| циганська | 88             | 1,6%     |
| угорська  | 10             | 0,2%     |
| словацька | 7              | 0,1%     |

Склад населення комуни за віросповіданням:
| Релігія            | Кількість осіб | Відсоток |
| ------------------ | -------------- | -------- |
| православні        | 4334           | 77,9%    |
| п'ятдесятники      | 871            | 15,6%    |
| баптисти           | 217            | 3,9%     |
| греко-католики     | 117            | 2,1%     |
| римо-католики      | 11             | 0,2%     |
| бретрени           | 7              | 0,1%     |
| реформати          | 4              | 0,1%     |
| лютерани           | 4              | 0,1%     |
| не релігійні       | 1              | < 0,1%   |
| не вказали релігію | 1              | < 0,1%   |